# Pegomya flaviantennata
Pegomya flaviantennata är en tvåvingeart som beskrevs av Griffiths 1984. Pegomya flaviantennata ingår i släktet Pegomya och familjen blomsterflugor. Inga underarter finns listade i Catalogue of Life.